# Регуляризація
Регуляризація — техніка, що використовується в теоретичній фізиці, зокрема у квантовій теорії поля для виконання проміжних розрахунків, у яких виникають розбіжності. Суть техніки у введенні допоміжного числа, регулятора, який обмежує області інтегрування чи сумування таким чином, що результат залишається скінченним, однак залежним від регулятора. Процедура регуляризації виправдана в тому випадку, коли кінцевий результат обрахунків, який відповідає фізичній спостережуваній величині, не залежить від регулятора й залишається скінченним.